# Aéroport international Bandaranaike
L'aéroport international Bandaranaike, code IATA : CMB • code OACI : VCBI, également aéroport de Colombo est le premier aéroport international du Sri Lanka, avant l'aéroport de Hambantota-Mattala), ouvert en 2013. Il est situé à Katunayake,  à 35 kilomètres au nord de Colombo. Il est administré par l'Airport and Aviation Services (Sri Lanka) Ltd.
C'est la base de la compagnie SriLankan Airlines.

## Situation
| \| 100 km1:7 597 000 \| Colombo · Bandaranaike Colombo · Ratmalana Hambantota Ampara Anuradhapura Batticaloa Sigiriya Galle Jaffna Katukurunda Iranamadu Trincomalee Vavuniya |
| 100 km1:7 597 000 |

## Statistiques
Pour des raisons techniques, il est temporairement impossible d'afficher le graphique qui aurait dû être présenté ici.

Voir la requête brute et les sources sur Wikidata.

## Compagnies aériennes
| Compagnies                 | Destinations |
| -------------------------- | --- |
| Aeroflot                   | Moscou Chérémétiévo |
| Air Arabia                 | Abou Dabi, Charjah |
| Air Astana                 | En saison: Almaty |
| Air China                  | Chengdu-Tianfu |
| Air India                  | Delhi-Indira Gandhi, Madras (Chennai) |
| Air Seychelles             | Mahé-Seychelles international |
| AirAsia                    | Kuala Lumpur |
| Arkia                      | Charter: Mahé-Seychelles international, Tel Aviv - Ben Gourion |
| Azur Air                   | En saison charter: Krasnoïarsk-Iémélianovo, Moscou-Vnoukovo, Novossibirsk-Tolmatchevo, Saint-Pétersbourg-Poulkovo |
| Cathay Pacific             | Hong Kong |
| China Eastern Airlines     | Kunming-Changshui, Malé Velana, Shanghai-Pudong |
| Cinnamon Air               | - Batticaloa (en), - Bentota River (en), - Diwan of Royal Court, - Hambantota-Mattala, - Koggala, - Nuwara Eliya, - Sigiriya (en), - Trincomalee-China Bay (en) Charter : Jaffna, Vavuniya (en) |
| Chongqing Airlines         | Chongqing-Jiangbei, Malé Velana |
| Edelweiss Air              | En saison : Zurich |
| Emirates                   | Dubaï, Malé Velana |
| Enter Air                  | En saison charter: Katowice-Pyrzowice, Ras el Khaïmah, Varsovie-Chopin |
| Etihad Airways             | Abou Dabi |
| FitsAir                    | Dacca-Shah Jalal, Dubaï, Madras (Chennai), Malé Velana |
| flydubai                   | Dubaï, Malé Velana |
| Gulf Air                   | Manama-Bahreïn, Malé Velana |
| IndiGo                     | Bangalore-Kempegowda, Bombay-Chhatrapati-Shivaji, Hyderabad-R. Gandhi, Madras (Chennai) |
| Jazeera Airways            | Koweït |
| Jetstar Asia               | Singapour-Changi |
| LOT Polish Airlines        | En saison charter : Prague-Václav-Havel, Varsovie-Chopin |
| Malaysia Airlines          | Kuala Lumpur |
| Maldivian                  | Malé Velana |
| Qatar Airways              | Doha-Hamad |
| SalamAir                   | Mascate |
| SpiceJet                   | Madras (Chennai) |
| Singapore Airlines         | Singapour-Changi |
| Smartwings Hungary         | En saison charter : Budapest-Ferenc Liszt, Ras el Khaïmah |
| SriLankan Airlines         | - Abou Dabi, - Bangalore-Kempegowda, - Bangkok-Suvarnabhumi, - Bombay-Chhatrapati-Shivaji, - Canton-Baiyun, - Cochin, - Dacca-Shah Jalal, - Dammam-roi Fahd, - Delhi-Indira Gandhi, - Djakarta-S.-Hatta, - Djeddah - Roi-Abdelaziz, - Doha-Hamad, - Dubaï, - Francfort, - Gan, - Hyderabad-R. Gandhi, - Karachi-Jinnah, - Katmandou-Tribhuvan, - Kuala Lumpur, - Koweït, - Lahore-Allama Iqbal, - Londres-Heathrow, - Madurai, - Malé Velana, - Melbourne-Tullamarine, - Paris-Charles de Gaulle, - Riyad-roi Khaled, - Séoul-Incheon, - Singapour-Changi, - Sydney-K. Smith, - Trichy-Tiruchirapally, - Trivandrum, - Tokyo-Narita |
| Thai AirAsia               | Bangkok-Don Muang |
| Thai Airways International | Bangkok-Suvarnabhumi |
| Turkish Airlines           | Istanbul |

Édité le 10/04/2018  Actualisé le 22/08/2024